# Novolopa infula
Novolopa infula är en insektsart som beskrevs av Knight 1973. Novolopa infula ingår i släktet Novolopa och familjen dvärgstritar. Inga underarter finns listade i Catalogue of Life.